# إبراهيم المويلحي
إبراهيم بن عبد الخالق بن إبراهيم بن أحمد المويلحي (و. القاهرة 1262هـ/1846 - 1323هـ/1906) كاتب مصري رافق محمد عبده وجمال الدين الأفغاني. أصله من المويلح في السعودية ، وأول من انتقل إلى مصر من أسلافه جده أحمد المويلحي. اشتغل في التجارة ثم كان عضوا في مجلس الاستئناف، ثم استقال وأنشأ مطبعة، وعمل في الصحافة كاتبا وناقدا. دعاه الخديوي إسماعيل إلى إيطاليا فأقام معه بضع سنوات، وأصدر في أوروبا جريدة الاتحاد، وجريدة الأنباء.

## حياته الأدبية
كانت أول مغامرة له في المجال الثقافي عام 1868م ففي ذلك العام انشأ مع زميل له مطبعة وجمعية باسم «المعارف» وقام بنشر عدد من الكتب التراثية في التاريخ واللغة والفقه وفي العام التالي اسس مع الأديب محمد عثمان جلال جريدة اسبوعية باسم «نزاهة الأفكار» ولكن الخديو إسماعيل امره بإيقافها بعد عددها الثاني لما بلغه أنها تتعرض لنقد الجيش، وعندما جاء جمال الدين الأفغاني إلى مصر عام 1871م وأقام بها صار إبراهيم وأخوه عبد السلام من رواد مجلسه وكان إبراهيم تلك الفترة من المقربين لدى الخديو وفي عام 1879م عزل الخديو نفسه وتنازل عن الحكم لأبنه توفيق، ورحل إلى إيطاليا، فتبعه إبراهيم وعمل سكرتير له ولكن الخديو لم يرحل عن مصر ليسكت وإنما خرج امل العودة لذلك استخدم إبراهيم ومواهبه الأدبية في الضغط على السلطان العثماني (عبد الحميد) والتأثير عليه، وأسس له بضع صحف قصيرة العمر لهذا الغرض، فلما فشل في تحقيق هدفه أنقلب عليه المويلحي وتودد إلى السلطان حتى دعاه الأخيرة إلى العاصمة العثمانية عام 1885م وهناك لقي حفاوة وتكريم، وعين عضوا بمجلس المعارف وظل مقيماً بالآستانة (إسطنبول) نحو عشر سنوات وبعددها عاد إلى مصر ساخطاً على الأوضاع العثمانية.
في مصر كتب المويلحي سلسلة من المقالات بتوقيع «أديب فاضل من المصريين» ونشرها بجريدة «المقطم» الموالية للإنجليز والمعادية للعثمانيين وأساليبه ثم جمعها في كتاب بعنوان «ما هناك» وهو العنوان الأصلي لها بالجريدة ولما وصل خبر ظهور الكتاب إلى مسامع السلطان امر بجمع نسخ الكتاب وإرسالها إلى الآستانة ولكن إبراهيم المويلحي نجح في إخفاء نسخ قليلة منه بل نجح في استعادة رضا السلطان عليه وانعكس هذا الرضا في صورة رتبة الباشوية التي نالها منه بعد أشهر قليلة من ظهور الكتاب عام 1869م وفي عام 1898م أسس صحيفته المشهورة، وأطول صفحة عمراً وهي «مصباح الشرق» التي أوكل لابنه محمد رئاسة تحريرها في سنواتها الثلاث الأخيرة التي انتهت بتوقفها عام 1903م وبعد عامين اسس صحيفة أخرى باسم «المشكاة» عهد إلى ابنه الآخر خليل ولكنها لم تستمر أكثر من أربعة إعداد ثم سقط وهو نفسه فريسة المرض حتى وفاته عن 62 عاماً.

## مؤلفاته
له كتاب «ما هنالك» يصف فيه ما رآه في الأستانة عمل على إنشاء جريدة أسبوعية اسمها «مصباح الشرق» التي سلّم تدريجًا رئاسة تحريرها إلى ابنه محمد، صاحب حديث عيسى بن هشام. كان كثير التقلب في أعماله فيصدر الجريدة ويغلقها، وقد يبدأ عملا ما ثم لا يلبث أن يتحول إلى غيره.

## وفاته
توفي سنة (1323 هـ - 1906م).

## المصدر
1. 1 2 3 4 5 6  خير الدين الزركلي (2002)، الأعلام: قاموس تراجم لأشهر الرجال والنساء من العرب والمستعربين والمستشرقين (ط. 15)، بيروت: دار العلم للملايين، ج. 1، ص. 45، OCLC:1127653771، QID:Q113504685
2. 1 2 3 4 5 6 7 8 9 10   https://projectjaraid.github.io. {{استشهاد ويب}}: |url= بحاجة لعنوان (مساعدة) والوسيط |title= غير موجود أو فارغ (من ويكي بيانات) (مساعدة)
3. 1 2 3 4 5 6  فيليب دي طرازي (1913)، تاريخ الصحافة العربية: يحتوي على جميع فهارس الجرائد والمجلات العربية في الخافقين مذ تكوين الصحافة العربية الى نهاية عام ١٩٢٩، بيروت: المطبعة الأدبية، المطبعة الأمريكية، OCLC:63514546، QID:Q107011779
4. 1 2  Martin Hartmann (1899), The Arabic Press in Egypt (بالإنجليزية), London, QID:Q124858401{{استشهاد}}:  صيانة الاستشهاد: مكان بدون ناشر (link)
5. ↑  "معلومات عن إبراهيم المويلحي على موقع viaf.org". viaf.org. مؤرشف من الأصل في 2019-12-09.
6. ↑  "معلومات عن إبراهيم المويلحي على موقع id.worldcat.org". id.worldcat.org. مؤرشف من الأصل في 2019-12-09.
7. ↑  "معلومات عن إبراهيم المويلحي على موقع id.loc.gov". id.loc.gov. مؤرشف من الأصل في 2019-12-09.
8. ↑  كامل سلمان الجبوري (2003). معجم الأدباء من العصر الجاهلي حتى سنة 2002م. بيروت: دار الكتب العلمية. ج. 1. ص. 45. ISBN:978-2-7451-3694-7. LCCN:2003489875. OCLC:54614801. OL:21012293M. QID:Q111309344.

- جريدة الشرق الأوسط العدد 4810 بتاريخ 29/1/1992م

المويلحي على موقع المكتبة المفتوحة (الإنجليزية)